# فيكتور ليونتييف
فيكتور أناتوليفيتش ليونتييف (الروسية: Виктор Анатольевич Леонтьев ؛ من مواليد 27 أبريل 1940) هو لاعب جمباز فني سوفيتي متقاعد شارك في دورة الألعاب الأولمبية الصيفية 1964 في جميع أحداث الجمباز الفني وفاز بالميدالية الفضية في مسابقة الفرق الشاملة. أنهى المسابقة في المركز الرابع على الأرض وحلقات.حصل على ثلاث ميداليات فضية في بطولة أوروبا 1961 ، في حركات الأرضية ، وحصان الحلق والقضبان المتوازية، في العام التالي فاز بميدالية فضية في مسابقة الفرق الشاملة في بطولة العالم للجمباز الفني 1962.